# Oleg Pašinin
Oleg Pašinin, Uzbekistanski nogometaš in trener, * 12. september 1974.
Za uzbekistansko reprezentanco je odigral 12 uradnih tekem.